# アルベルト・ジョルケラ
アルベルト・ジョルケラ・フォルティア（Albert Jorquera  Fortia, 1979年3月3日 - ）は、スペイン、カタルーニャ州バスカノー出身の元サッカー選手、サッカー指導者。現役時代のポジションはGK。

## 経歴
FCバルセロナカンテラ出身選手の1人。抜群の安定感を誇った。2003-04シーズン第20節アスレティック・ビルバオ戦にてトップデビューを飾った。結果は1-1だったがこの試合で1対1を幾度となく止め、注目を浴びる。
リュストゥが退団した2004-05シーズンからはビクトル・バルデスに次ぐセカンドゴールキーパーとして起用された時期もあったが、怪我の影響もありレギュラーを確保することはできなかった。
2007年12月、親善試合で右膝十時靭帯を損傷し、長期離脱した。
2009年8月、セグンダ・ディビシオンのジローナFCに移籍した。
2010年8月、ジローナFCと契約を延長せず、現役を引退。引退後は家業の宝石商に専念することを発表した。

## エピソード
- 彼がデビューを飾った試合はエドガー・ダービッツのデビュー戦と同じ試合であったが、期待されたダービッツ以上に活躍したことが注目される1つの要因となった。
- 実家が宝石商であり、現役時代からオフシーズンには彼自身も店先に立っていた。
- 同じくバルセロナのカンテラ出身であるマルク・クロサスは、いとこにあたる。

## 獲得タイトル

### クラブ
- 2004-2005　FCバルセロナ リーガ・エスパニョーラ - 優勝
- 2005-2006　FCバルセロナ スペイン・スーパーカップ - 優勝
- 2005-2006　FCバルセロナ リーガ・エスパニョーラ - 優勝
- 2005-2006　FCバルセロナ UEFAチャンピオンズリーグ - 優勝